# Arnès (armadura)

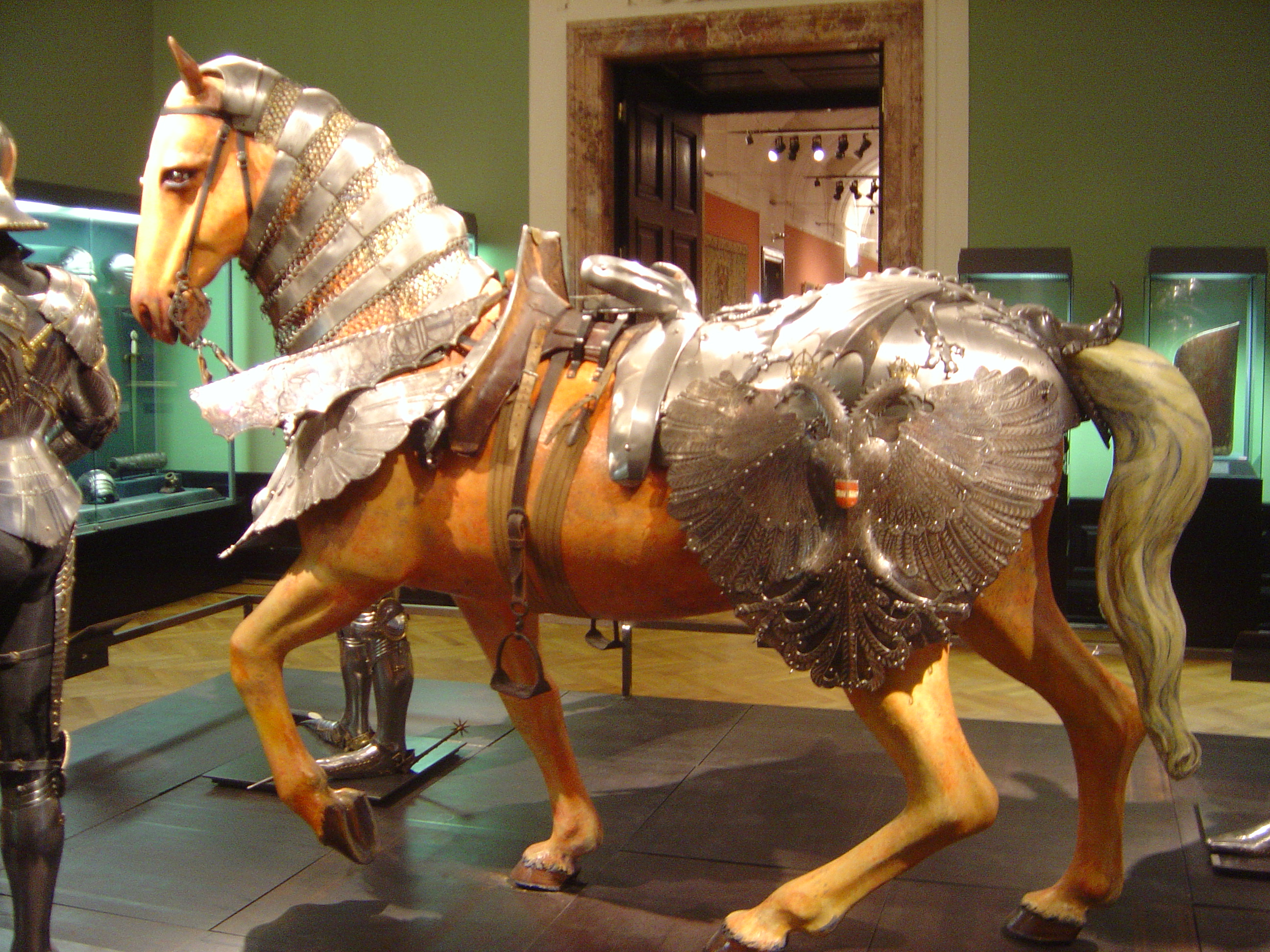
Arnès de cavall.

L’arnès és l'aplec d'armes defensives (llevat de l'escut) de l'home o del cavall. Ja en dates prop de l'any 1000, els cavallers anaven protegits amb un ausberg (cota de malles que protegia el coll i una bona part del cos), amb un elm (o casc) i disposaven, com a armament ofensiu, una espasa, una llança i un escut. Amb el temps, a l'ausberg (també anomenat gonió o lloriga) s'afegí el perpunt, els sobresenyals (vestits exteriors), les cuirasses (inicialment defenses de cuir), la gorgera (al voltant del coll), el capmall (peça de malles que cobria el cap), les espatlleres, la ventalla (que protegia el coll i el mentó), les faldes (de l'ausberg), les calces de ferro (per les cames), les gamberes (per a les cames), cuixeres (que protegien les cuixes), el guant, els vairescuts (discs metàl·lics que protegien algunes parts del cos, ja als darrers segles de l'edat mitjana), etc. De vegades, en lloc d'elm, el cap era protegit per un capell de ferro, per la cervellera (o casc rodó), pel bacinet, etc. Al segle xv, hom parla d'arnès blanc per a designar l'armadura completa de ferro rígid o d'acer polit. Era format, per a cobrir el cos, per les plates o cuirasses -al davant anomenades peto i pancera- i el faldatge o llagosta. Per a cobrir els braços, per l'espatllàs, el guardabraç, la colzera, l'avantbraç, la manyopa i el guantellet, i, per a cobrir les cames, pel cuixot, cop o genollera, la greva o gambera i la sabata de ferro. El cap era protegit per l'elm -de vegades ornat amb una cimera-, la cervellera, el bacinet, que tendí a ésser substituït per l'elmet -amb una careta i una bavera- o la celada (o casc semiesfèric), etc. Per la seua banda, l'arnès del cavall solia ésser format per la testera, els colls o collars, les cobertes i els francalets, els pitrals i les groperes. A part d'això, per a la muntura hi havia les selles, els estreps i les regnes.